# أليسيا فيلالبا
أليسيا فيلالبا (بالإسبانية: Alicia Villalba) مواليد 28 فبراير 1988، هي لاعبة كرة يد باراغوايانية تلعب كحارس مرمى. مثلت منتخب باراغواي لكرة اليد للسيدات.

## سجل المنافسة
شاركت في البطولات التالية:
- بطولة العالم لكرة اليد للسيدات 2013